# Parc naturel des Dolomites d'Ampezzo
Le parc naturel régional des Dolomites d'Ampezzo est une zone naturelle protégée de la Vénétie, située au nord de la municipalité de Cortina d'Ampezzo, le long de la frontière avec le Trentin-Haut-Adige.

## Histoire
Le parc a été officiellement créé le 22 mars 1990 avec la loi régionale no 21 de la Vénétie. Sa gestion a été confiée à la région Vénétie à la municipalité de Cortina d'Ampezzo.

## Caractéristiques
La zone protégée s'étend au nord de la ville de Cortina d'Ampezzo jusqu'à la frontière avec le Trentin-Haut-Adige, entrant dans le parc naturel Fanes - Sennes et Braies, avec lequel elle forme une zone de caractéristiques environnementales homogènes dont l'amplitude globale est de 37 000 hectares. Environ le quart des 112 km2 du parc sont constitués de réserves.
Le territoire du parc comprend de nombreuses montagnes célèbres des Dolomites : le groupe du Cristallo, les Tofane, le groupe des Fanes, le col Bechei et la Croda Rossa d'Ampezzo, respectivement divisés par les val Travenanzes, val di Fanes, la haute vallée du Boite et le val Felizon. Les vallées sont étroites et encastrées vers la confluence commune, où se trouve l'entrée principale du parc et elles s'ouvrent dans de vastes plateaux de pâturage vers les plus hautes altitudes. Deux autres sillons de vallée composent les limites sud de la zone : la vallée du Rio Falzarego à l'ouest et la vallée de Padeon à l'est. À l'intérieur du parc, il y a dix-neuf refuges alpins .